# 34447 Mesidor
34447 Mesidor è un asteroide della fascia principale. Scoperto nel 2000, presenta un'orbita caratterizzata da un semiasse maggiore pari a 2,7911185 au e da un'eccentricità di 0,0391597, inclinata di 7,51344° rispetto all'eclittica.